# Klassisk indisk dans

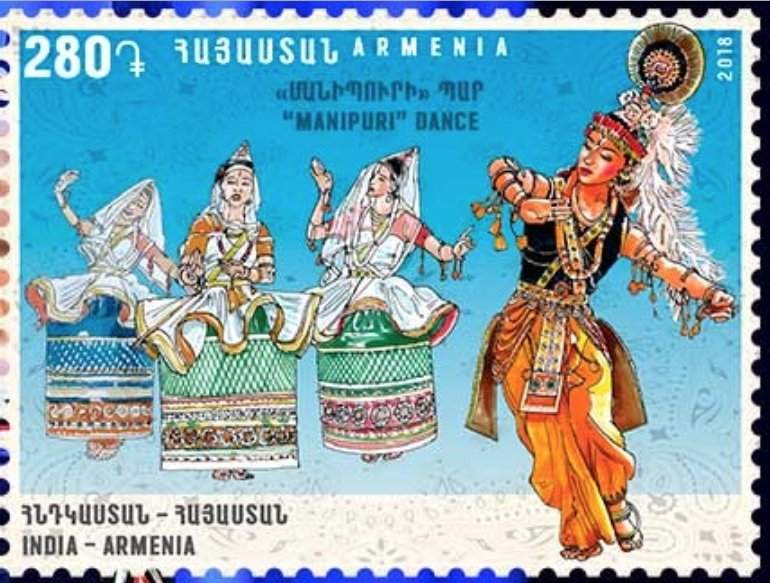
En illustration av Manipuri Raas Leela-dansen, en av de officiellt erkända klassiska dansformerna i Indien, avbildad på ett frimärke från Armenien.

Klassisk indisk dans, eller Shastriya Nritya, är ett samlingsbegrepp för olika regionalt förankrade klassiska dansformer i Indien. Dessa har sina rötter främst i hinduisk musikteatertradition,    och deras teori och praktik kan spåras tillbaka till den klassiska sanskrittexten Natya Shastra. Antalet erkända klassiska dansstilar varierar beroende på källa och forskare – vissa nämner sex, andra åtta, tolv eller ännu fler. Den främsta organisationen för bevarande av indisk scenkonst, Sangeet Natak Academy, erkänner åtta huvudformer: Bharatanatyam, Kathak, Kuchipudi, Odissi, Kathakali, Sattriya, Manipuri och Mohiniyattam. Utöver dessa räknar det indiska kulturministeriet även in Chhau, vilket ger totalt nio erkända stilar. Vissa forskare, såsom Drid Williams, lägger dessutom till Chhau, Yakshagana och Bhagavata Mela till listan. 
Varje dansform har sitt ursprung i en specifik delstat eller region i Indien. Exempelvis kommer Bharatanatyam från Tamil Nadu i södra Indien, Odissi från kuststaten Odisha i öster, och Manipuri från delstaten Manipur i nordost.
Musiken som hör till dessa dansformer består av verk på många olika språk, såsom hindi, malayalam, meitei (manipuri), sanskrit, tamil, odia, telugu, assamesiska och andra språk från det indiska subkontinentet. Dansformerna utgör tillsammans en enhet i idévärld och tradition, samtidigt som de uppvisar en mångfald i stil, dräkter och uttrycksformer.

## Historia
Klassisk indisk dans uppstod omkring 200 f.v.t. i Indien som en glädjefylld och festlig aktivitet, ofta i hängivenhet till hinduiska gudar. Många av danserna är koreograferade för att återberätta berättelser om gudarna och andra historiska händelser. Alla stilar inom klassisk indisk dans är färgstarka, uttrycksfulla och andliga.
Dansföreställningar äger vanligtvis rum vid festivaler, universitet, olika kulturevenemang och liknande sammanhang. De dansare som framför dessa stilar är oftast professionella och har ägnat många år åt studier och träning inom just sin gren av den indiska klassiska danstraditionen.

## Klädsel

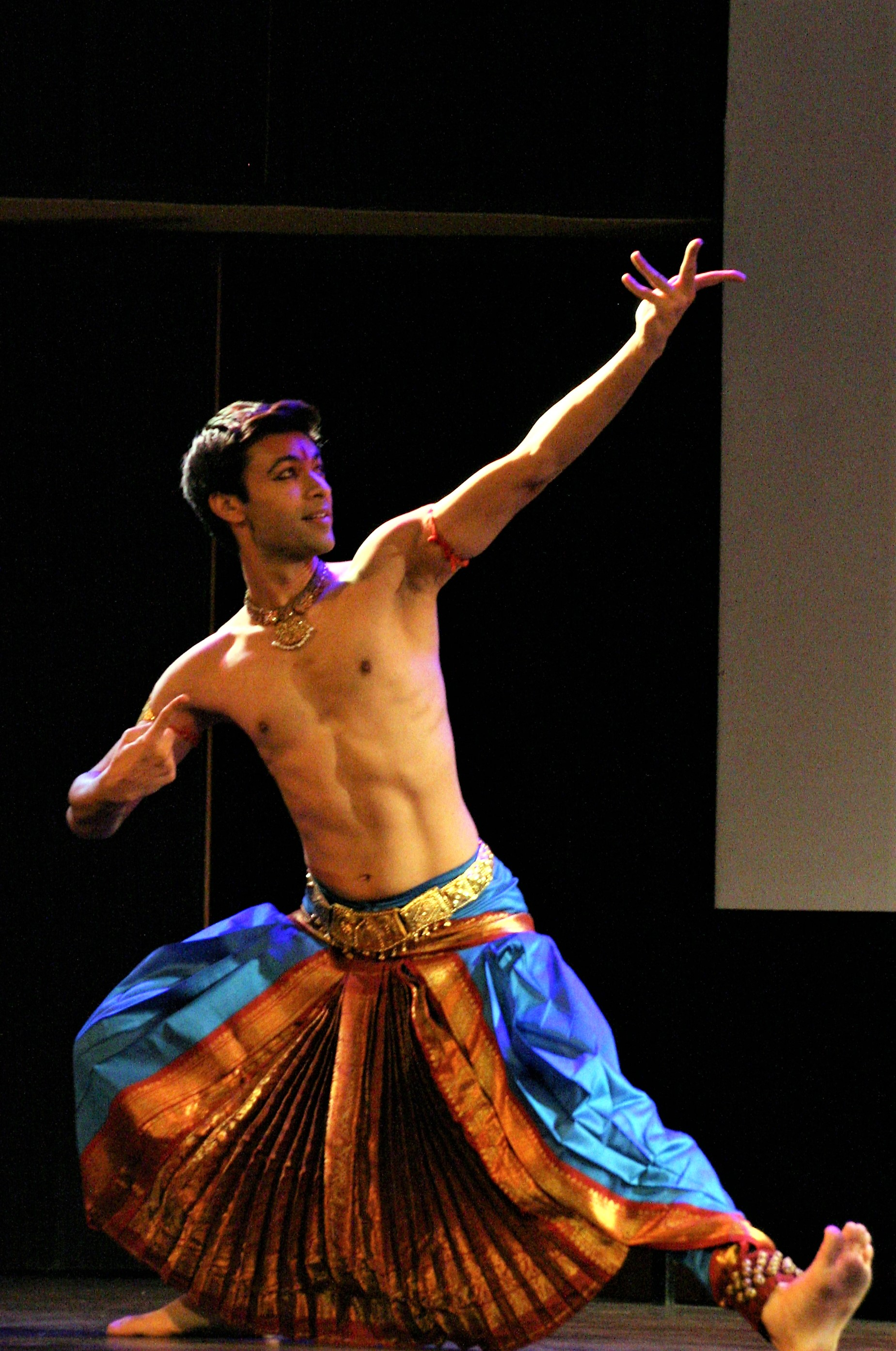
Manlig Bharata natyam-dansare

Under föreställningarna rör sig dansaren i takt med den musik eller sång som spelas; i vissa stilar, som Kathak, bärs ibland bjällror runt fotlederna för att förstärka rytmen när fötterna stampar i golvet. Dansaren iklär sig rollen som den gestalt som berättelsen handlar om, i en noggrant sammansatt komposition, och fördjupar sig känslomässigt i både berättelsen och samspelet med publiken.
Vid klassiska indiska dansframträdanden bärs traditionella kläder som sari, lehengor och kurtor. Kvinnor är oftast huvudutövare inom den klassiska dansen, även om män också är en del av traditionen. Kvinnornas dräkt består vanligen av en lång, färgglad och handgjord klänning (utan skor), ofta rikt broderad och dekorerad med pärlor. Till detta bärs utsmyckade smycken såsom halsband, ringar, örhängen, nässmycken, armband och fotringar – ibland med små bjällror som klingar varje gång dansaren stampar foten i takt.
Män som dansar inom indisk klassisk tradition bär också traditionella dräkter, vilka varierar beroende på dansstil och region. Deras klädsel kan bestå av dhoti (ett draperat tygstycke lindat runt underkroppen), angavastram (en över axeln draperad sjal), eller en kurtaliknande överdel – ofta i siden eller bomull med broderier och dekorativa detaljer.
I vissa dansformer, som Kathakali, bär männen praktfulla kostymer med stora kjolliknande dräkter, smink och huvudbonader, eftersom de ofta spelar både manliga och kvinnliga roller i en dramatisk teaterform.
Smycken används också av manliga dansare, om än mer återhållsamt än hos kvinnliga kollegor. Exempelvis kan män bära armringar, halsband eller örhängen, särskilt i stilar med stark religiös och rituell koppling. Barfota dans är vanligt även för män, och i vissa stilar bär de ghungroo (bjällror) runt fotlederna precis som kvinnliga dansare, för att förstärka rytmen.

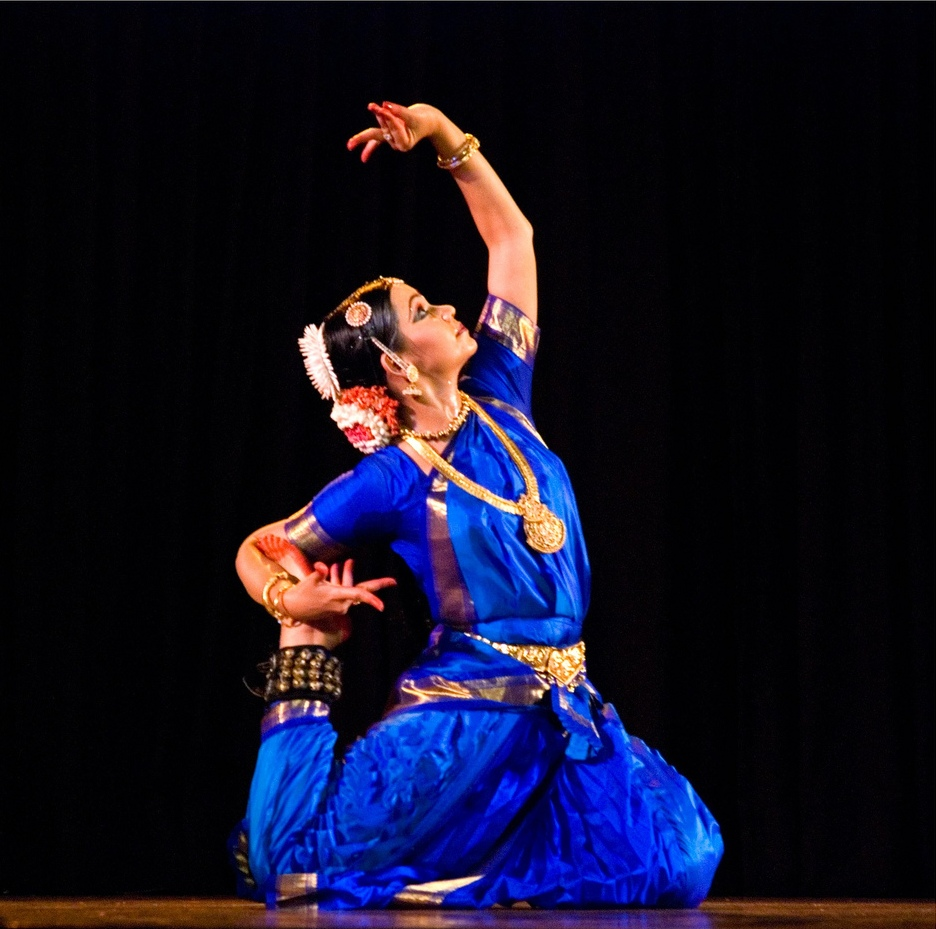
Kvinnlig Bharata natyam-dansare

## Typer av klassisk dans
Natya Shastra är den grundläggande skriften för Indiens klassiska danstraditioner och verket tillskrivs den forntida lärde Bharata Muni. Den första fullständiga sammanställningen dateras till mellan 200 f.v.t. och 200 e.v.t., även om uppskattningarna varierar från 500 f.v.t. till 500 e.v.t. Den mest studerade versionen av Natya Shastra omfattar cirka 6 000 verser fördelade på 36 kapitel. Enligt forskaren Natalia Lidova beskriver texten teorin om Tāṇḍava-dansen (förknippad med Shiva), liksom begreppen rasa (estetisk smak), bhāva (inre känsla), uttryck, gester, skådespelartekniker, grundläggande danssteg och kroppsställningar – alla dessa är centrala delar inom klassisk indisk dans. Enligt denna uråldriga skrift är dans och scenkonst en form av andligt uttryck, ett sätt att gestalta dygder, metafysiska idéer och essensen i de heliga skrifterna. 
Även om Natya Shastra är den mest vördade texten inom hinduisk tradition, finns det många andra forntida och medeltida sanskrittexter som behandlar dans och teater och som vidareutvecklar det klassiska scenkonstarvet. Exempel på sådana verk är Abhinaya Darpana, Abhinava Bharati, Natya Darpana, Bhava Prakasa med flera.    Begreppet “klassisk” (sanskrit: shastriya) syftar på scenkonstformer som bygger på de traditionella shastra-skrifterna.
I texten Natya Shastra beskrivs den religiösa konsten som margi, det vill säga en ”andlig traditionell väg” som befriar själen, medan folklig underhållning benämns desi, en ”regional och populär sedvänja."  
Klassisk indisk dans framförs traditionellt som ett uttrycksfullt drama-dansverk inom religiös scenkonst. Den är ofta kopplad till vaishnavism, shaivism, shaktism, de pan-hinduiska eposen och vedisk litteratur, eller utgör en folklig underhållningsform som berättar historier ur sanskritdramer eller pjäser på regionala språk. Som religiös konstform framförs danserna antingen inne i helgedomen i ett hinduiskt tempel, eller i dess närhet.  Folklig underhållning kan också äga rum på tempelområden eller vid marknadsplatser, vanligtvis i landsbygdsmiljö, framförda av kringresande teatersällskap. Alternativt har de framförts i kungliga palats eller offentliga torg under festivaler.
Detta gäller dock inte i samma utsträckning för Kathak, Manipuri och Chhau, som har sina egna särdrag. Kathak kan också framföras på moskéers gårdsplaner och har inslag från den muslimska traditionen. Manipuri har utvecklat genren huyen langlon, som fokuserar på kampkonst.    På liknande sätt innehåller även Chhau inslag av strid och krigisk rörelse.

## Dansformer
Natya Shastra nämner fyra ”pravrittis” (traditioner eller genrer) av forntida dansdrama som var i bruk vid den tid då skriften sammanställdes – Avanti (Ujjain, centrala Indien), Dakshinatya (södra Indien), Panchali (norra och västra Indien) och Odra-Magadhi (östra Indien).
Källor varierar i sina listor över vilka dansformer som räknas som klassiskt indiska. Encyclopædia Britannica nämner sex stilar.  Sangeet Natak Akademi, Indiens nationella akademi för scenkonst, erkänner åtta klassiska dansformer. Indiens kulturministerium inkluderar nio. Forskare som Drid Williams och andra lägger till Yakshagana och Bhagavata Mela till de nio klassiska formerna som listas av Sangeet Natak Akademi.
De klassiska dansformer som erkänns av Sangeet Natak Akademi och Indiens kulturministerium är:
- Bharatanatyam, från Tamil Nadu
- Kathak, från Uttar Pradesh
- Kathakali, från Kerala
- Kuchipudi, från Andhra Pradesh och Telangana
- Manipuri, från Manipur
- Mohiniyattam, från Kerala [a]
- Odissi, från Odisha
- Sattriya, från Assam [b]

Övriga danser som också erkänns av Indiens kulturministerium:
- Chhau, från östra Indien (Odisha, Jharkhand och Västbengalen)

### Bilder

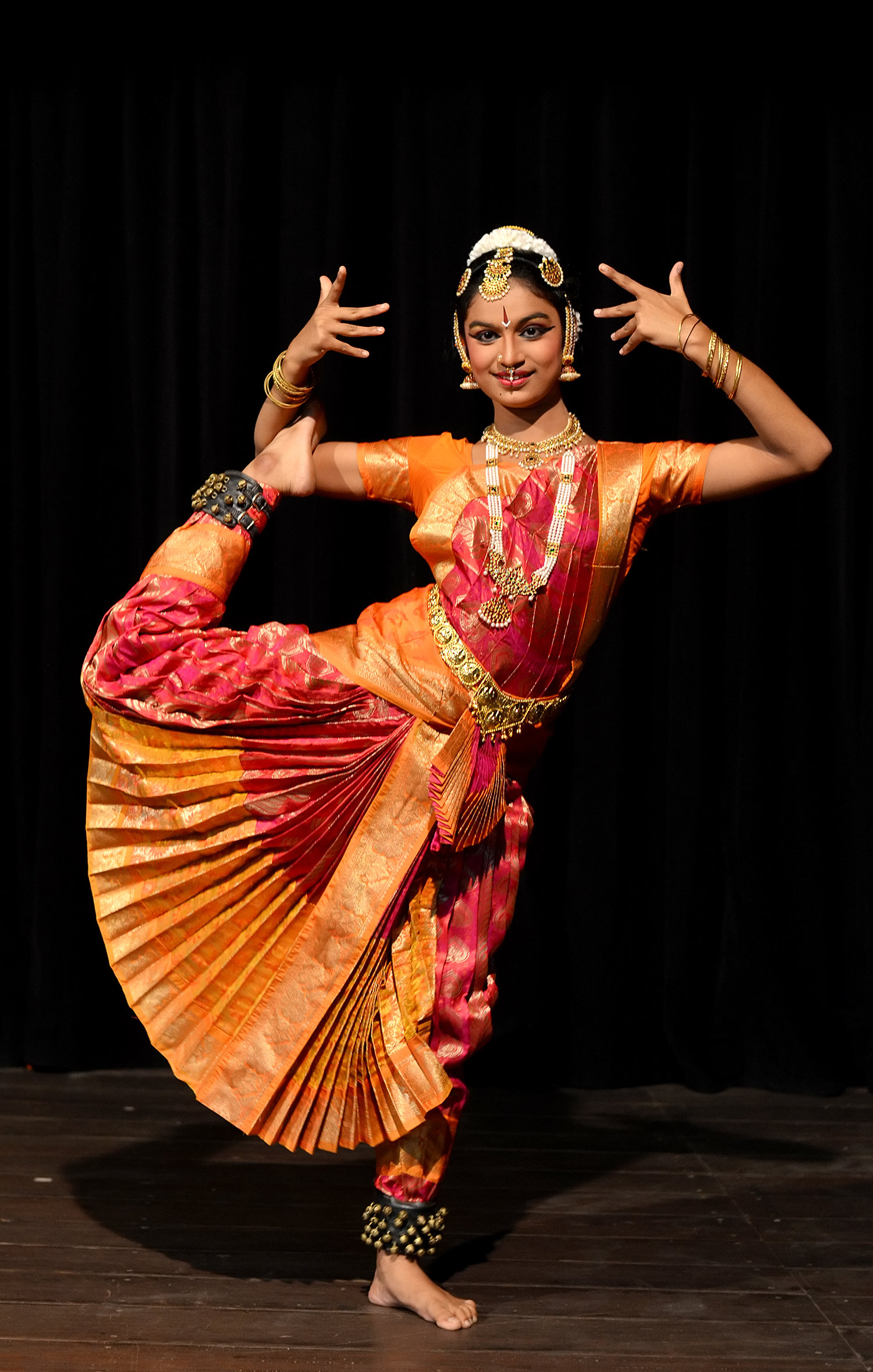
Bharatanatyam
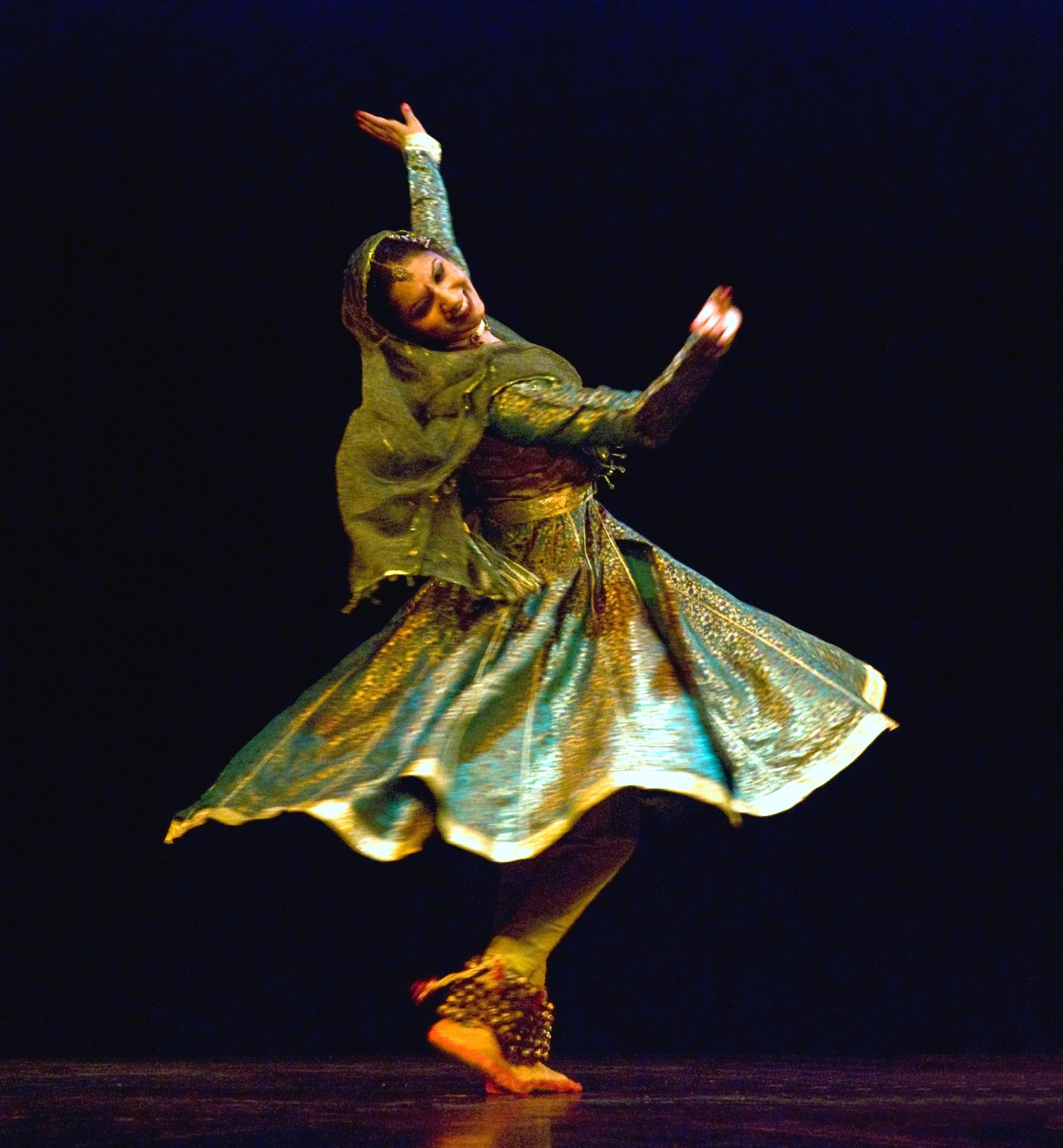
Kathak
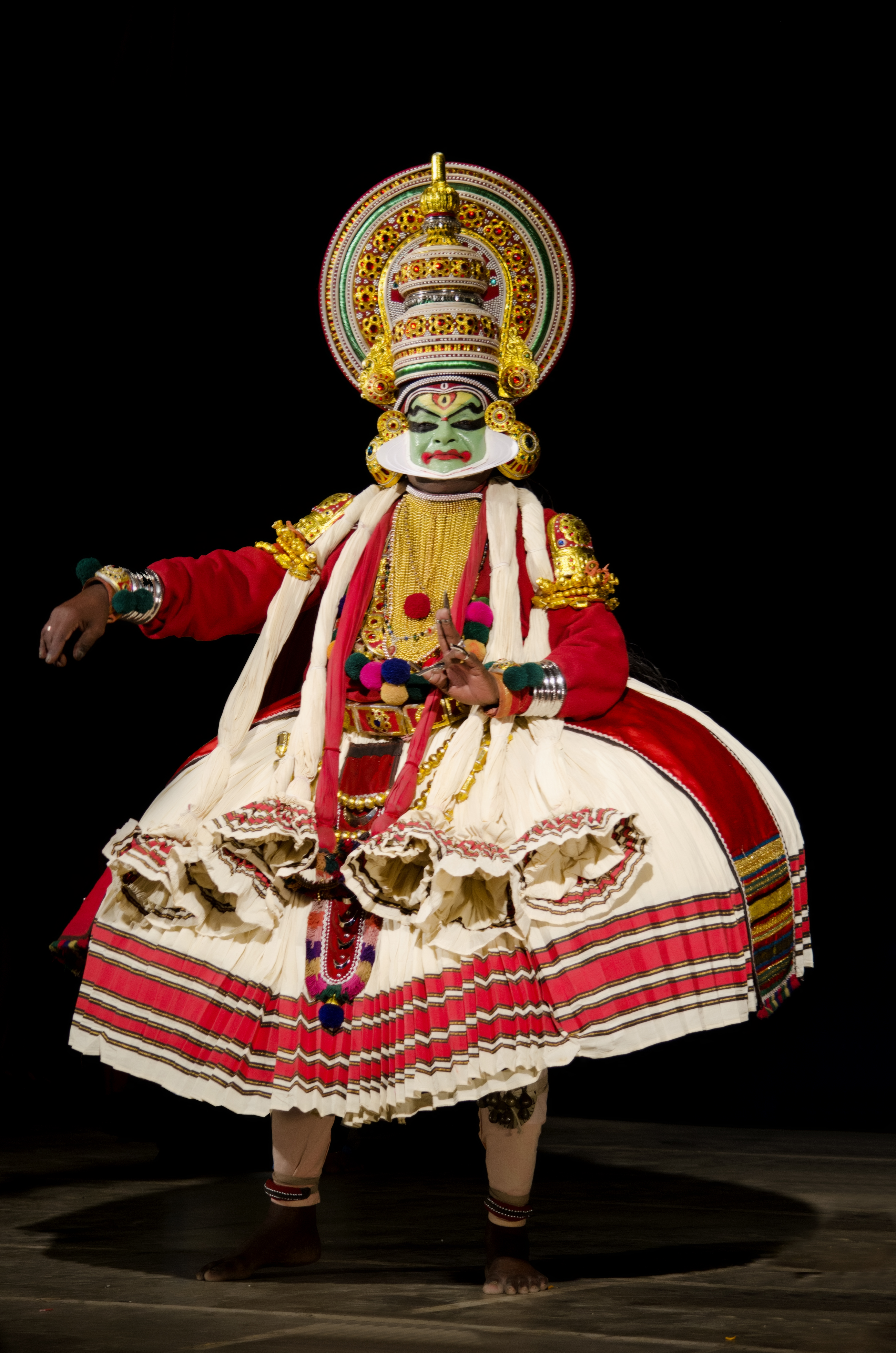
Kathakali
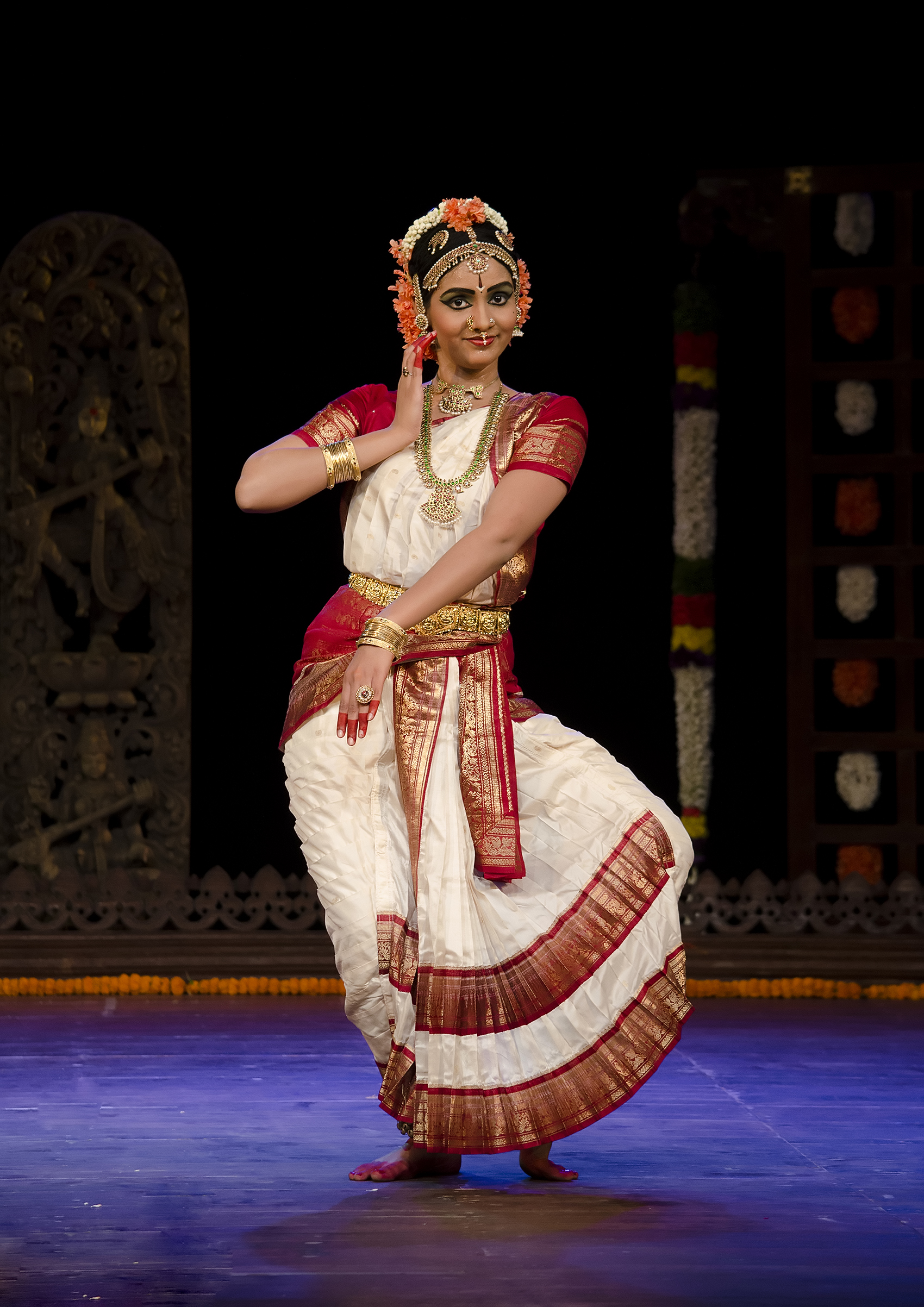
Kuchipudi
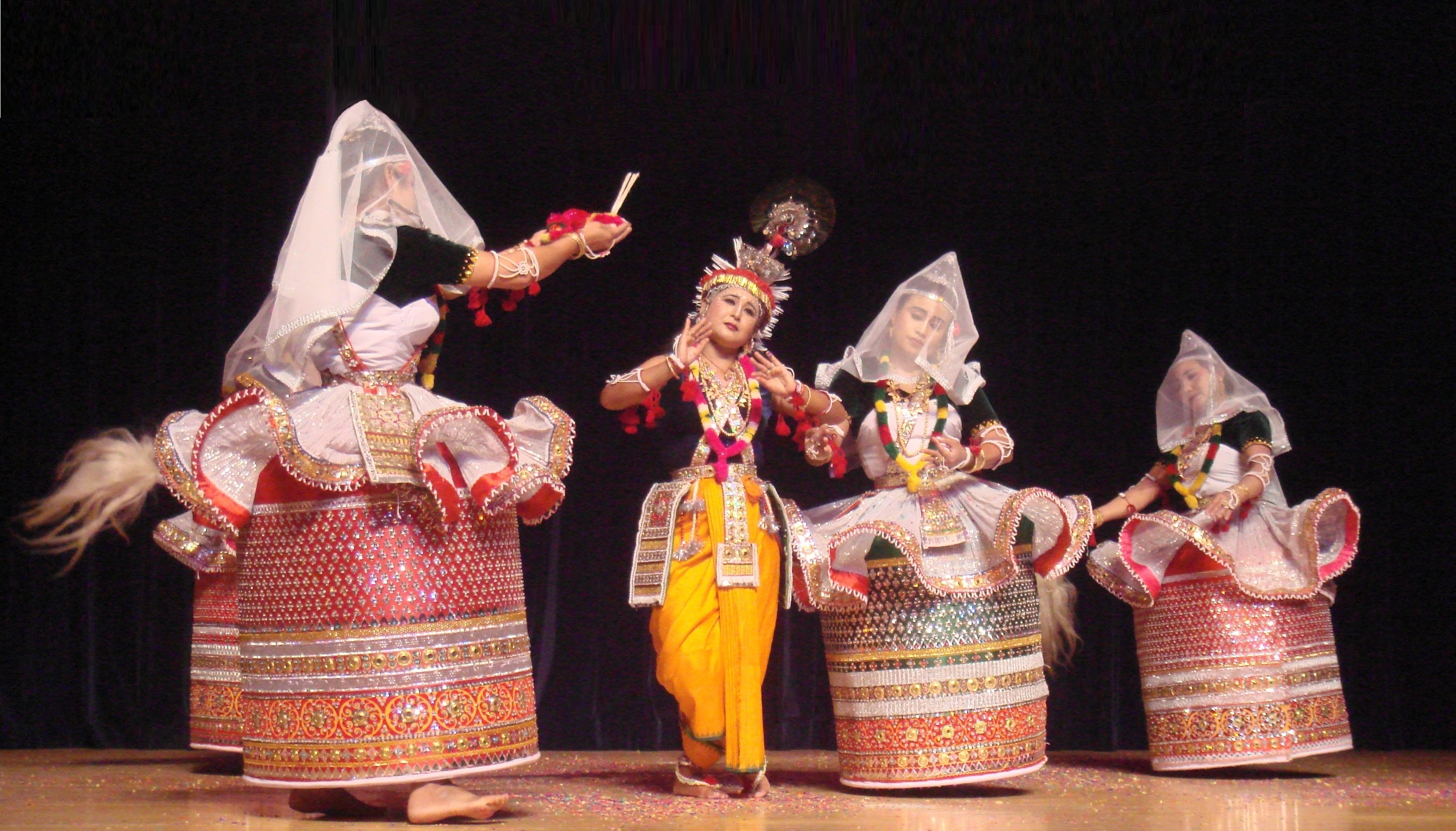
Manipuri
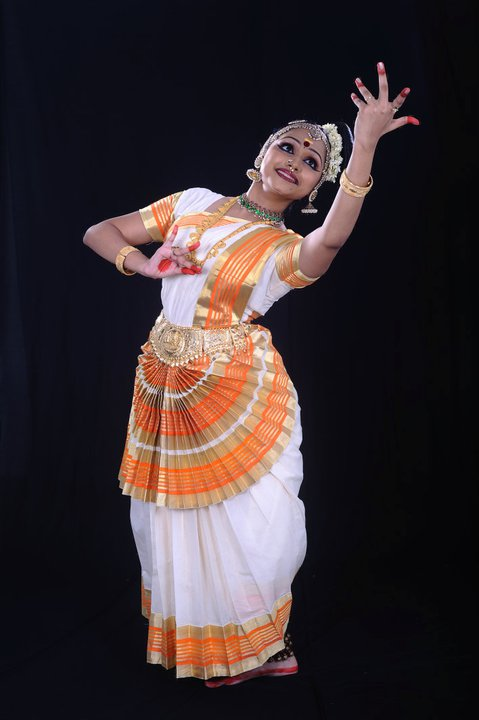
Mohiniyattam
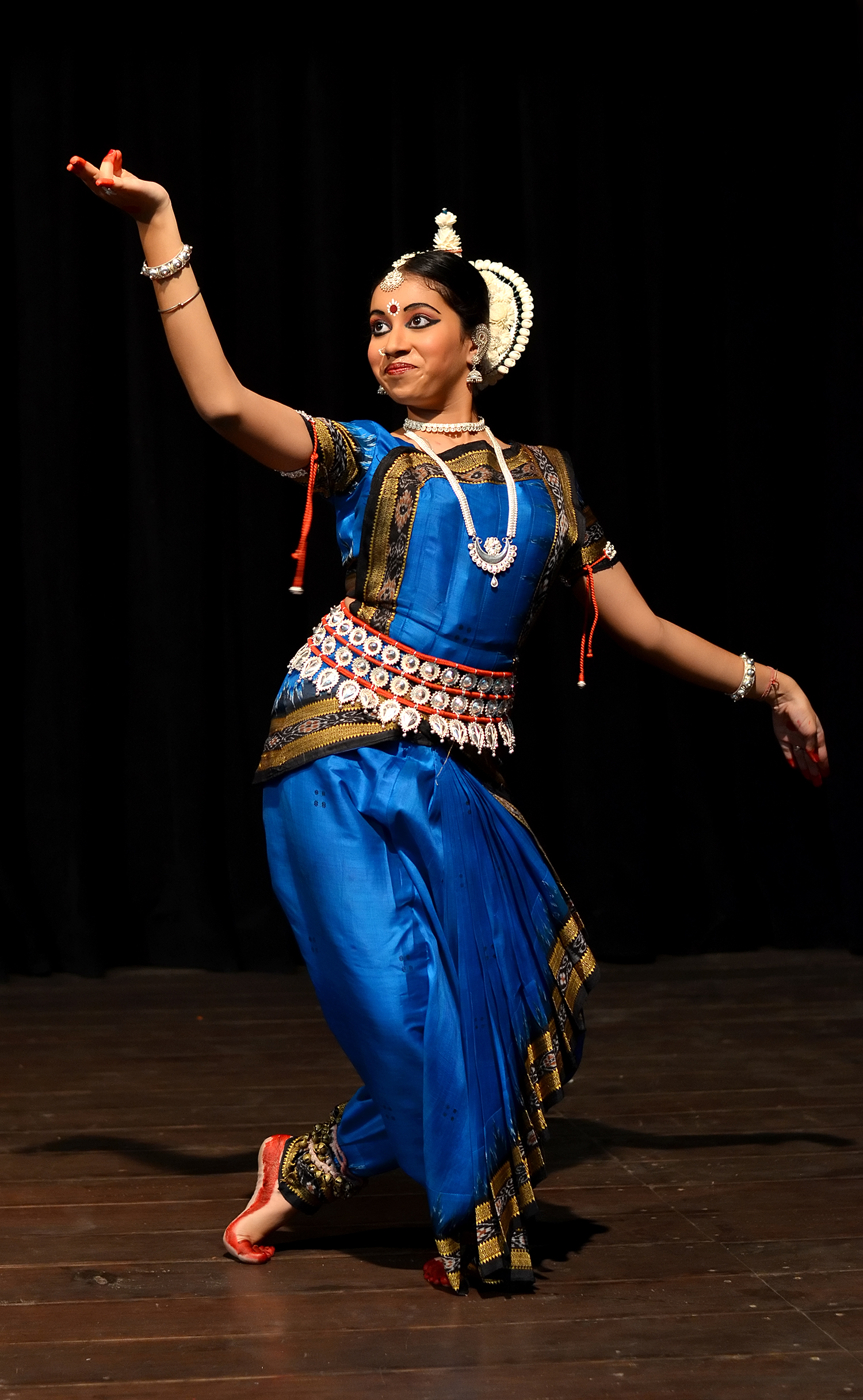
Odissi
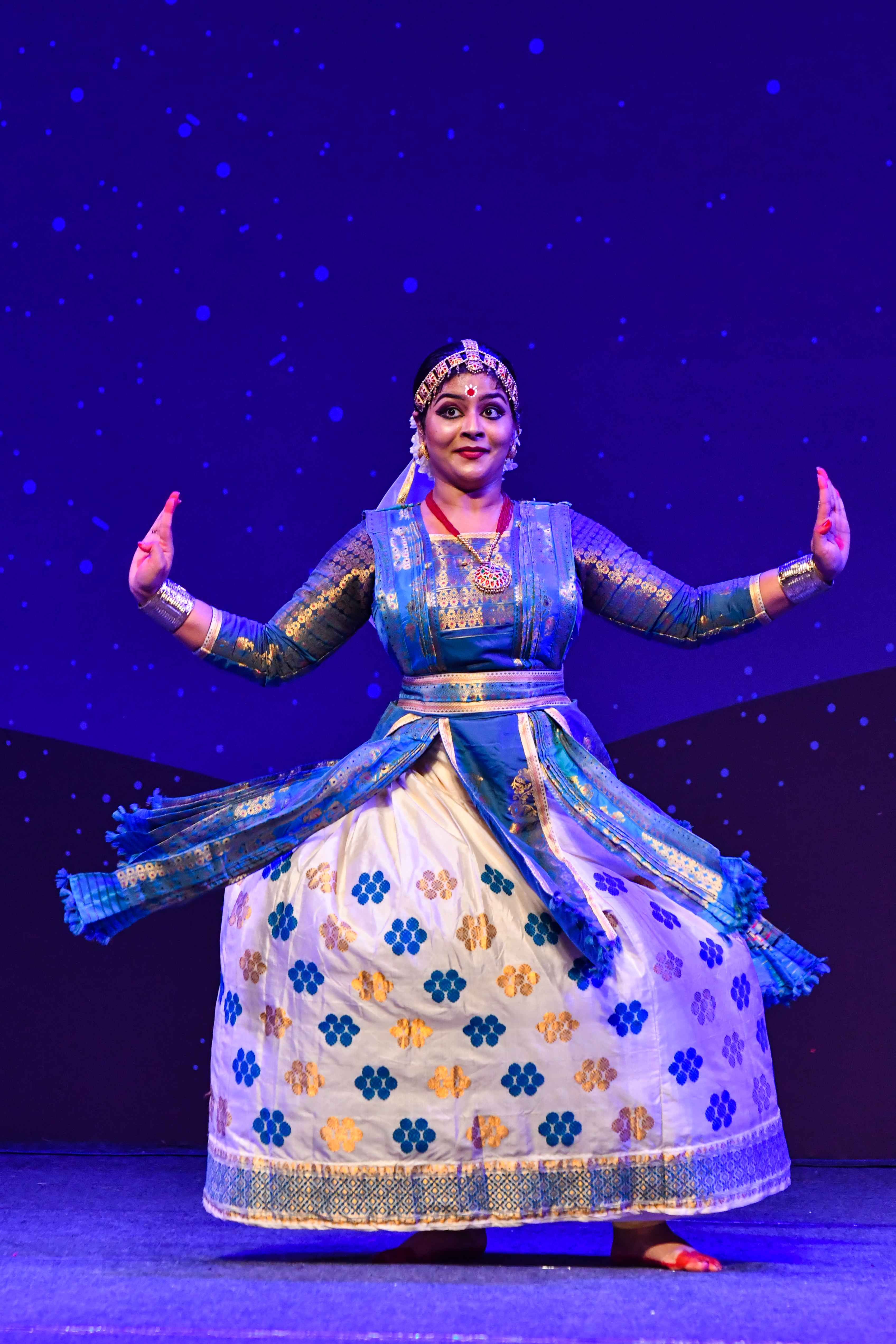
Sattriya

### Kända indiska klassiska dansare
- Bharatanatyam - Rukmini Devi, Padma Subrahmanyam, Vyjayanthimala, Sheema Kermani, Padmini, Pt. Smt. Swati Daithankar (som belönades med "Nritya Alankar" av Akhil Bharatiya Gandharva Mahavidyalaya Mandal)
- Kathak - Birju Maharaj, Nahid Siddiqui, Lacchu Maharaj, Gopi Krishna, Saswati Sen, Manjari Chaturvedi
- Kathakali - Kalamandalam Krishnan Nair, Guru Kunchu Kurup, Ramankutty Nair, Guru Gopinath
- Kuchipudi - Mallika Sarabhai, V. Satyanarayana Sarma, Deepa Shashindran
- Manipuri - Guru Bipin Singh, Darshana Jhaveri, Jhaveri Sisters, Devjani Chaliha, Amala Shankar
- Mohiniyattam - Kalamandalam Kalyanikutty Amma, Shobhana Chandrakumar, Sunanda Nair, Kalamandalam Radhika, Thankamani, Kalamandalam Hymavathy
- Odissi - Sujata Mohapatra, Madhavi Mudgal, Kelucharan Mohapatra, Surendra Nath Jena, Shobana Sahajananan, Minati Mishra
- Sattriya - Jatin Goswami, Indira PP Bora, Ghanakanta Bora, Sarodi Saikia, Pushpa Bhuyan

## Gemensamma aspekter
Alla större klassiska indiska dansformer inkluderar tre kategorier av framträdanden i Natya Shastra. Dessa kallas Nritta, Nritya och Natya.
- Nritta är den abstrakta, snabba och rytmiska delen av den klassiska dansen.[36] Den presenterar ren rörelse, där betoningen ligger på skönheten i form, tempo, rörelseomfång och mönster.[37] Denna del av repertoaren har ingen tolkande funktion, den har ingen berättelse att återge. Det är en teknisk uppvisning som syftar till att tilltala åskådarens sinnen (prakriti).[38]
- Nritya är en långsammare och mer uttrycksfull del av dansen, som strävar efter att förmedla känslor och berättelser, särskilt med andliga teman i hinduiska danstraditioner.[36]  I en Nritya utvidgas dansskådespelet till att omfatta tysta uttryck av ord genom gester och kroppsrörelser i takt med musiken. Dansaren gestaltar en legend eller ett andligt budskap. Denna del går bortom sinnlig njutning – den vill engagera åskådarens känslor och tanke.[35][38]
- Natya är själva dramat eller teaterpjäsen, vanligen en ensembleföreställning,  men den kan även framföras av en ensam dansare som då använder standardiserade kroppsrörelser för att visa när en ny rollfigur träder in i berättelsen. En Natya innehåller elementen från en Nritya.[35][22][39]

Alla klassiska danser i Indien använder liknande symbolik och regler för gester inom abhinaya (skådespel eller uttryck). Rötterna till abhinaya finns i skriften Natyashastra, där dramat i vers 6.10 definieras som något som estetiskt väcker glädje hos åskådaren, genom skådespelarens konst att kommunicera – ett uttrycksmedel som hjälper individen att förbindas med och föras in i ett översinnligt inre tillstånd. Enligt Natyashastra är scenkonst en form av kommunikation som förenar konstnären och publiken genom abhinaya (bokstavligen ”att föra till åskådaren”), där kropp, tal, sinne och scen samverkar för att förmedla berättelsen – ofta genom sång och musik. I denna sanskrittext syftar dramat till att engagera varje aspekt av livet, att förhärliga tillvaron och skänka ett tillstånd av glädjefylld medvetenhet.
Kommunikationen sker genom symboliska uttryck i form av gester (till exempel mudror) och mimik ackompanjerat av musik. Gesterna och ansiktsuttrycken förmedlar rasa (estetisk känsloton, emotionell stämning) och bhava (sinnesstämning eller känsloläge) i den berättelse som dansen gestaltar.
Inom hinduiska klassiska danser uttrycker konstnären andliga idéer genom att ge uppmärksamhet åt fyra huvuddelar av framförandet:
- - Angika – kroppsspråk och gester
  - Vachika – sång, recitation, musik och rytm
  - Aharya – scenografi, kostym, smink och smycken
  - Sattvika – konstnärens sinnestillstånd och känslomässiga förbindelse till berättelsen och publiken, där det inre och yttre är i samklang.[42]

Genom abhinaya lyfts bhava – det vill säga känslotillståndet – fram och blir levande för publiken.

## Fotnoter
1. ↑  Encyclopædia Britannica utelämnar Mohiniyattam från deras lista över indiska klassiska danser.
2. ↑  Encyclopædia Britannica utelämnar Sattriya från deras lista över indiska klassiska danser.